# 霍氏燭焰鯰
霍氏燭焰鯰，為輻鰭魚綱鯰形目燭焰鯰科的其中一種，為熱帶淡水魚類，分布於亞洲印度及緬甸淡水流域，體長可達7公分，棲息在底層水域，生活習性不明。

## 扩展阅读
維基物種上的相關：霍氏燭焰鯰